# Сицилійська піца

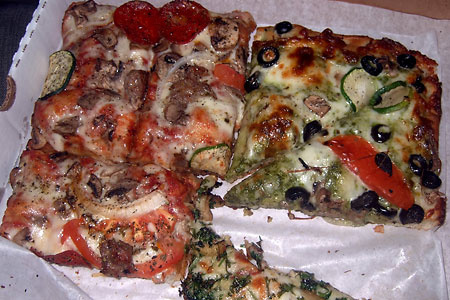
Сицилійська піца

Сицилійська піца, звана в Італії Сфінчіоне (італ. Sfincione) або по-сицилійському Сфінчу́ні (сиц. Sfinciuni) — рід піци, родом з Палермо, столиці Сицилії. Страва була популярна в західній частині Сицилії з 1860-х років Піца була популярною стравою в Західній Сицилії до середини XIX сторіччя. На відміну від інших видів піци, сир (за класичним рецептом це італійський сир пекоріно) тут міститься під соусом, а також для її приготування використовуються анчоуси.
Крім Італії даний вид піци отримав найбільшу популярність в США, зокрема в штатах Нью-Йорк і Нью-Джерсі, де більшість іммігрантів з Італії саме сицилійці. Там її зазвичай готують квадратної форми з товстим тістом, і в побуті називають просто томатним пирогом.